# Le Baiser de la sorcière
Le Baiser de la sorcière è un cortometraggio muto del 1907 diretto da Segundo de Chomón.

## Produzione
Il film fu prodotto dalla Pathé Frères.

## Distribuzione
Distribuito dalla Pathé Frères, il film - un cortometraggio di 115 metri - uscì nelle sale francesi nel 1907. La compagnia francese importò le pellicola anche negli Stati Uniti, dove fu distribuita il 28 dicembre 1907 con il titolo inglese The Witch's Kiss.